# 三寸天堂
《三寸天堂》，是2011年由劉詩詩、吳奇隆、鄭嘉穎、劉松仁、劉心悠等主演的清宫穿越大戏《步步驚心》的主題曲、片尾曲。由嚴藝丹演唱、作词、作曲。此曲收錄於《無·果》、《步步驚心電視原聲帶》。

## 歌曲介紹
用细腻的声音詮釋那段想爱不能爱的悲伤，苦痛隱藏在歌声中，只剩下了回憶。这首作品展现了嚴藝丹作品風格，细腻而深情，将歌曲的古典、柔情詮釋地淋漓尽致，正是音樂的風格。贴切的表達出了原本在小说和電視劇上展现的浪漫與情懷。

## 內部連結
- 嚴藝丹
- 無·果
- 步步驚心電視原聲帶